# Procitheronia obsoleta
Procitheronia obsoleta är en fjärilsart som beskrevs av Friedrich Wilhelm Niepelt 1932. Procitheronia obsoleta ingår i släktet Procitheronia och familjen påfågelsspinnare. Inga underarter finns listade i Catalogue of Life.